# Piękne życie (album)
Piękne życie – debiutancki album zespołu Chanel. Ukazał się nakładem firmy Blue Star.

## Lista utworów
1. "Piękne życie" (3:55)
2. "Przyjaciel" (5:08)
3. "Więc wracaj" (4:04)
4. "Italia" (6:04)
5. "Karolina" (5:33)
6. "Mona Lisa" (5:52)
7. "Gwiazda kina" (4:12)
8. "Między nami wielki mur" (6:14)

## Twórcy
- Bogusław Rosłon - instrumenty klawiszowe, śpiew
- Sylwester Wasilewski - instrumenty klawiszowe
- Jarosław Gędziarski - perkusja